# Auto de la soberana Virgen de Guadalupe
El auto o comedia de la soberana Virgen de Guadalupe, y sus milagros y grandeças de España es un breve texto anónimo impreso en Sevilla en 1617, por Bartolomé Gómez de Pastrana; consta de nueve folios a doble columna en 4º, además de una loa en redondillas, y una licencia fechada en 1598 y una tasa de 1608, ambas a nombre de María Ramírez, vecina de Alcalá de Henares. Pueden haber habido ediciones anteriores de esta comedia en 1615 y 1605. José Sánchez Arjona en 1887 documentó que la obra fue representada, aunque no premiada, durante las fiestas del Corpus en Sevilla en 1594, año en el que Miguel de Cervantes vivía allí. La obra, literariamente poco significativa, fue atribuida en 1840 por el estudioso Juan Colón a Cervantes. Con posterioridad, otros eruditos defendieron la autoría cervantina de esta obra teatral (José María Asensio, que la reimprimió en 1868, José Ortega Morejón) con argumentos que han sido considerados generalmente discutibles o superficiales, por la mayoría de la crítica.